# Burntwood River
Der Burntwood River ist ein 355 km langer linker Nebenfluss des Nelson River in der kanadischen Provinz Manitoba.
Der Burntwood River bildet den Abfluss des etwa 280 m hoch gelegenen Sees Burntwood Lake. Dieser liegt im Bereich des Kanadischen Schildes knapp 60 km nördlich von Snow Lake. Der Burntwood River verlässt den See an dessen östlichem Ende. Anfangs fließt er 30 km in nordnordöstlicher Richtung. Anschließend strömt er in überwiegend östlicher Richtung. Nach 100 km Fließstrecke wendet sich der Fluss nach Nordnordosten und erreicht nach weiteren 30 km den Threepoint Lake. In diesen mündet von Norden kommend der Rat River. Aufgrund der Churchill River Diversion werden seit 1976/77 durchschnittlich 762 m³/s vom Churchill River in den Rat River abgeleitet. Dadurch erhöht sich die Wassermenge im Unterlauf des Burntwood River um fast das Achtfache. Der mittlere Abfluss am Pegel 05TG001 bei Thompson erhöhte sich von 112 m³/s (1958/1975) auf 874 m³/s (1978/2016). Unterhalb des Threepoint Lake durchfließt der Burntwood River den kleineren Kinosaskaw Lake und wendet sich nach Süden. Am südlichen Ufer des Wuskwatim Lake befindet sich das Wasserkraftwerk Wuskwatim. Unterhalb diesem fließt der Burntwood River in überwiegend ostnordöstlicher Richtung. Er durchfließt die kleineren Seen Opegano Lake und Birch Tree Lake. 110 km oberhalb der Mündung liegt die Kleinstadt Thompson am südlichen Flussufer. Die Provincial Road 391 überquert an dieser Stelle den Fluss. Dieser mündet schließlich in das westliche Ende des Split Lake. Das natürliche Einzugsgebiet des Burntwood River umfasst ungefähr 22.500 km². 